# Оттал
Оттал (Аттал) — село в Рутульском районе Дагестана. Входит в Кальяльский сельсовет.

## Географическое положение
Расположено на северном склоне Главного Кавказского хребта в верховье реки Самур, на высоте 2050 метров над уровнем моря, в 37 км к северо-западу от села Рутул.

## История
Аттал имеет древнюю историю. Две уникальные плиты албанской письменности, мастерски выполненные (четкая графика и орнаментация, по бокам кресты) на местном материале (специально обработанном камне), вмурованы в стену дома. Среди цахуров Аттал считается одним из святых мест, так как здесь поклонялись богу ещё до появления ислама, а ислам был принят одними из первых в Горном Магале.
В Аттале, Мухахе и Мамрухе жило одно общество. Исторически между этими сёлами были тесные связи. Зимой население перекочевывало на равнину, а летом, наоборот, в горы. В советский период начался процесс отделения этих сел, так как образовались два разных колхоза, один в Азербайджане, а другой в Дагестане. До образования колхозов земля, находящаяся в ведении этого общества, использовалась совместно.
У аттальцев сначала был свой колхоз, а потом во время правления Хрущёва их присоединили с Кальялом, Коршем и Джиныхом и был образован один колхоз.
В середине XX века, когда были изъяты пастбища, расположенные в Азербайджане, населению Каляльской сельской администрации, куда входили сёла Кусур, Мухах, Аттал, Кальял, Джиных и Корш дали земли в Калмыкии и Бабаюртовском районе Дагестана, где в настоящее время в прикутанных землях Бабаюртовской зоны образовались крупные населённые пункты, хотя они ещё не имеют статуса сельских поселений.

## Население
| 1895 | 1926 | 1939 | 1970 | 1989 | 2002 | 2010 |
| ---- | ---- | ---- | ---- | ---- | ---- | ---- |
| 182  | ↘109 | ↗142 | ↗230 | ↘128 | ↗356 | ↗400 |
| 2021 |      |      |      |      |      |      |
| ↘312 |      |      |      |      |      |      |

Моноэтническое цахурское село.